# 第VIII因子
第VIII因子（だい8いんし、Factor VIII、FVIII）とは、血液凝固に必須のタンパク質の1つである。血液凝固カスケードを構成するタンパク質の1つであり、健常なヒトの血漿には必ず含まれており、常に全身の血管内を巡っている。第VIII因子をコードしている遺伝子に異常を持ち、これを上手く作れないと血液凝固が正常に行われず、血友病Aを発症する。なお、第VIII因子が活性化された状態（activation）は、第VIIIa因子と呼ばれる。

## 概要
ヒトの場合、第VIII因子は肝臓の類洞内皮細胞と、肝臓以外の体中の内皮細胞で産生される。血管を損傷する傷害が起こるまで、第VIII因子はvon Willebrand因子と呼ばれる別の分子と結合した不活性状態で血流中を循環する。傷害に反応して第VIII因子は活性化され、von Willebrand因子から分離される。第VIII因子の活性型タンパク質は第VIIIa因子と呼ばれ、これは第IX因子と呼ばれる別の凝固因子と相互作用する。この相互作用が、血栓を形成する別の化学反応の連鎖を開始させる。第VIIIa因子は第IXa因子の補因子であり、カルシウムイオンとリン脂質の存在下で複合体を形成し、この複合体は第X因子を活性型であるXa因子へと変換するのである。
ヒトの第VIII因子は、X染色体に内のF8遺伝子にコードされている。第VIII因子の遺伝子は、選択的スプライシングによって2種類の転写産物を産生する。転写バリアント1は巨大な糖タンパク質であるアイソフォームaをコードし、von Willebrand因子と非共有結合によって複合体を形成した状態で血漿中に含まれ、全身の血管内を不活性な状態のままで循環する。その後、このタンパク質は、必要に応じて複数回の切断が行われる。転写バリアント2は小さなタンパク質であるアイソフォームbをコードしていると推定され、第VIIIc因子のリン脂質結合ドメインを構成する。この結合ドメインは血液凝固活性に必須である。第VIII因子の遺伝子の欠陥は、X連鎖劣性遺伝の血液凝固障害である血友病Aを引き起こす。このため第VIII因子は、抗血友病因子A (anti-hemophilic factor A, AHFA) としても知られる。血友病Aの対症療法として、第VIII因子製剤が必要とされている。この第VIII因子製剤は、現代の医療を行う上で必要とされる基本的な薬のリストである、WHO必須医薬品モデル・リストに挙げられている。
ただし、血漿中における第VIII因子の濃度が高ければ高いほど良いというわけではない。第VIII因子の濃度が高いヒトは、深部静脈血栓症と肺血栓塞栓症のリスクが高いことが知られている。

## 遺伝学

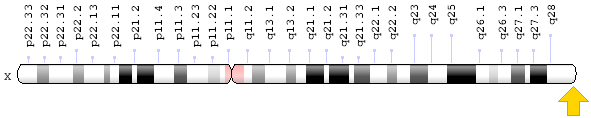
ヒトでは、F8遺伝子はX染色体のq28に位置している。

第VIII因子は、1984年にジェネンテックの科学者によって特徴が明らかにされた。第VIII因子の遺伝子はX染色体 (Xq28) に位置している。第VIII因子の遺伝子は、イントロンの1つに別の遺伝子が埋め込まれているという、興味深い一次構造を持つ。

## 構造
第VIII因子は、A1-A2-B-A3-C1-C2という6つのドメインから構成され、第V因子と相同である。
Aドメインは、銅結合タンパク質のセルロプラスミンのAドメインと相同である。
Cドメインはリン脂質結合性のディスコイジンドメインファミリーに属し、C2ドメインは膜への結合を担う。
第VIII因子からVIIIa因子への活性化は、Bドメインの切断と放出によって行われる。その結果、タンパク質はA1-A2ドメインからなる重鎖とA3-C1-C2ドメインからなる軽鎖に分割され、双方はカルシウム依存的に非共有結合性の複合体を形成する。この複合体が凝固促進因子VIIIaである。

## 生理学
第VIII因子は糖タンパク質であり、補因子前駆体である。ヒトにおける血流への放出の主要部位は正確には判っていないものの、血管と糸球体と尿細管の内皮細胞、肝臓の類洞細胞で合成され血流へ放出される。遺伝子異常によって第VIII因子が作れないために起こる血友病Aは、肝移植によって回復することが知られている。肝細胞の移植は効果がないが、肝臓の内皮細胞の移植は効果がある。このように肝臓が第VIII因子の産生に強く関与しているように見える。しかしながら、肝臓が機能低下すると、一般に肝臓で合成されるタンパク質も量が減ってくるのに対して、第VIII因子は肝臓病の影響を受けない。むしろ、肝臓が機能低下した状況下では、第VIII因子の血漿中の濃度は、多くの場合で上昇している。
第VIII因子は、血中で主にvon Willebrand因子と安定な非共有結合性の複合体を形成して循環する。トロンビン (第IIa因子) による活性化に伴い、第VIII因子は第VIIIa因子に変換されて、この複合体から解離し、第IXa因子と相互作用する。第VIIIa因子は第IXa因子の補因子として第X因子の活性化に関与する。第X因子が活性化された第Xa因子は、第Va因子の補因子としてより多くのトロンビンを活性化する。トロンビンはフィブリノゲンをフィブリンへ切断し、フィブリンは多量体化し第XIII因子によって架橋されて、これが血球を絡め捕ることで血栓が形成される。
活性化されたVIII因子はvon Willebrand因子によって保護されていないので、主に活性化されたプロテインCと第IXa因子によるタンパク質分解によって不活性化され、血流中から素早く除去される。これによって血液凝固反応が異常に亢進することを防いでいる。
第VIII因子は銅結合タンパク質である一方、銅の欠乏は第VIII因子の活性の増大をもたらすことが報告されており、これはプロテインCの活性が相対的に低下するためと推測されている。

## 医療における利用
献血由来の血漿から濃縮することによって製造された第VIII因子製剤か、もしくは遺伝子組換え第VIII因子製剤が、血友病A患者の血液凝固能を保つため、対症療法として繰り返し静脈内投与される。つまり、第VIII因子が不足しているため、その補充療法を定期的に行っているのである。
しかしながら、献血由来の血漿から濃縮することによって製造された第VIII因子製剤の場合は、ヒト由来の血液製剤であるため、HIVウイルスなどが潜んでいる可能性があり、補充療法を受けた患者は、血液によって感染する様々な感染症にかかる危険性がある。例えば薬害エイズ事件がこれである。この点において、ヒトの血液に由来しない遺伝子組換え型第VII因子製剤は安全と言える。
ただし、いずれの第VIII因子製剤も血友病A患者にとっては異物であるため、投与された第VIII因子に対する抗体が形成されるという事態が起こり得る。この抗体形成が、第VIII因子補充療法を受けている患者にとって、主要な懸念事項となっている。抗体が形成されると、第VIII因子を補充しても次々と抗体によって不活化され、効かなくなってゆくからである。このような抗体の発生は、第VIII因子製剤自体を含むさまざまな因子が原因となって形成される。
なお、このようなこともあり、特に低いながらも第VIII因子産生能力を持った血友病Aの軽症患者の場合は、第VIII因子の放出を促進する作用を持ったデスモプレシンを投与することもある。

## 汚染スキャンダル
1980年代にバクスターやバイエルといった一部の製薬企業が、新たな加熱製剤が利用可能になった後も、汚染された第VIII因子製剤の販売を継続したことに対して論争が起こった。アメリカ食品医薬品局 (FDA) の圧力のもと、非加熱製剤はアメリカの市場から引き揚げられたものの、アジア、ラテンアメリカ、ヨーロッパの一部の国では販売が継続された。その製品は、バイエルとFDAとの議論で懸念されていた、ヒト免疫不全ウイルスによって汚染されていた。
1990年代初頭に製薬企業は遺伝子組換えによって合成された製品の生産を開始し、現在では第VIII因子補充療法による病気の感染は、ほぼ全ての形態で防止されている。